# Episodi de I gialli di Edgar Wallace (terza stagione)
La terza stagione della serie televisiva I gialli di Edgar Wallace (The Edgar Wallace Mystery Theatre) è andata in onda negli Stati Uniti da aprile ad ottobre 1962. In Italia è stata trasmessa dalle televisioni locali negli anni '80.
| nº | Titolo originale  | Titolo italiano                 | Prima TV USA   | Prima TV Italia |
| -- | ----------------- | ------------------------------- | -------------- | --------------- |
| 1  | Number Six        | L'enigma dell'ispettore Hallett | Aprile 1962    |                 |
| 2  | Time to Remember  |                                 | Luglio 1962    |                 |
| 3  | Locker Sixty Nine |                                 | Settembre 1962 |                 |
| 4  | Playback          |                                 | Settembre 1962 |                 |
| 5  | Solo for Sparrow  |                                 | Settembre 1962 |                 |
| 6  | Death Trap        |                                 | Ottobre 1962   |                 |

## Number Six
"I gialli di Edgar Wallace n.6" - 2º Episodio
- Prima televisiva: Aprile 1962
- Diretto da: Robert Tronson
- Soggetto di: Philip Mackie
- Attori principali: Ivan Desny (Charles Valentine), Nadja Regin (Nadia Leiven), Michael Goodliffe (Ispettore Hallett), Brian Bedford (Jimmy Gale), Joyce Blair (Carol Clyde)

## Time to Remember
- Prima televisiva: Luglio 1962
- Diretto da: Charles Jarrott
- Soggetto di: Arthur La Bern
- Attori principali: Yvonne Monlaur (Suzanne), Harry H. Corbett (Jack Burgess), Robert Rietty (Victor)

## Locker Sixty Nine
- Prima televisiva: Settembre 1962
- Diretto da: Norman Harrison
- Soggetto di: Richard Harris
- Attori principali: Eddie Byrne (Simon York), Paul Daneman (Frank Griffiths), Walter Brown (Craig), Penelope Horner (Julie Denver), Edward Underdown (Bennett Sanders)

## Playback
- Prima televisiva: Settembre 1962
- Diretto da: Quentin Lawrence
- Soggetto di: Robert Banks Stewart
- Attori principali: Margit Saad (Lisa Shillack), Barry Foster (Dave Hollis), Nigel Green (Ralph Monk)

## Solo for Sparrow
- Prima televisiva: Settembre 1962
- Diretto da: Gordon Flemyng
- Soggetto di: Roger Marshall
- Attori principali: Anthony Newlands (Reynolds), Glyn Houston (Inspector Sparrow), Nadja Regin (Mrs. Reynolds)

## Death Trap
- Prima televisiva: Ottobre 1962
- Diretto da: John Moxey
- Soggetto di: John Roddick
- Attori principali: Albert Lieven (Paul Heindrik), Barbara Shelley (Jean Anscomb), John Meillon (Ross Williams)